# آیرونکلاد سواستوپول
آیرونکلاد سواستوپول (به انگلیسی: Russian ironclad Sevastopol) یک کشتی بود که طول آن ۳۰۰ فوت (۹۱٫۴ متر) بود. این کشتی در سال ۱۸۶۴ ساخته شد.